# ムハンマド5世廟

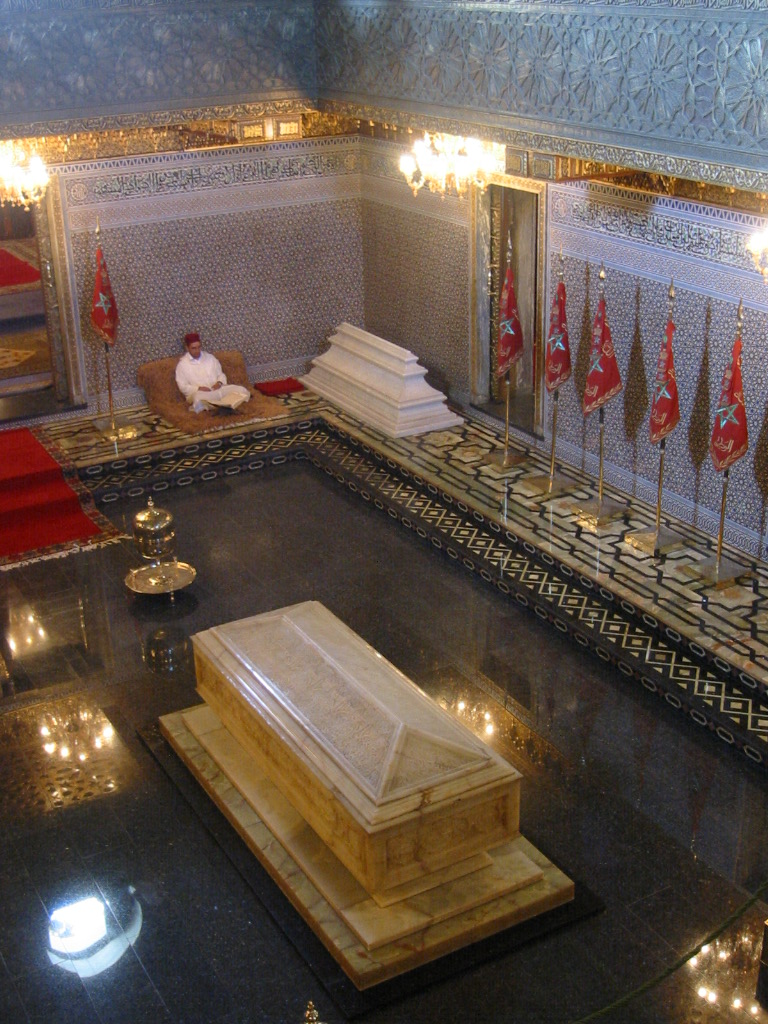
コーランの読者と霊廟の内部

ムハンマド5世廟(ムハンマドごせいびょう、英語: Mausoleum of Mohammed V, アラビア語: ضريح محمد الخامس)
とは、モロッコの国王であったムハンマド5世の霊廟である。ラバト市内のハッサン塔の敷地内にある。1971年に完成した。2012年には「近代的首都と歴史的都市をあわせもつ遺産ラバト」として世界文化遺産に登録された。 

## 概要
1961年のムハンマド5世の崩御後、国王に即位したハサン2世の命令により、1962年から1971年にかけて建設された。
この霊廟にはムハンマド5世の2人の息子であるハサン2世とアブダラー（en）も収められており、ハサン2世は1999年に埋葬された。 
ムハンマド5世廟はベトナム人のコン・ヴォ・トアンによって設計された。ムハンマド5世廟は装飾された真っ白な大理石とピラミット型の緑色の屋根が特徴の霊廟であり、内部はパキスタン産のオニキス、白色の大理石、金箔で覆われた杉が使われており、カラフルなモザイクのゼリージで装飾されている。また、内部は壮大な金色のシャンデリアで照らされている。 
ムハンマド5世廟は一般公開されており、外国人でも内部に入ることが可能。

## ギャラリー

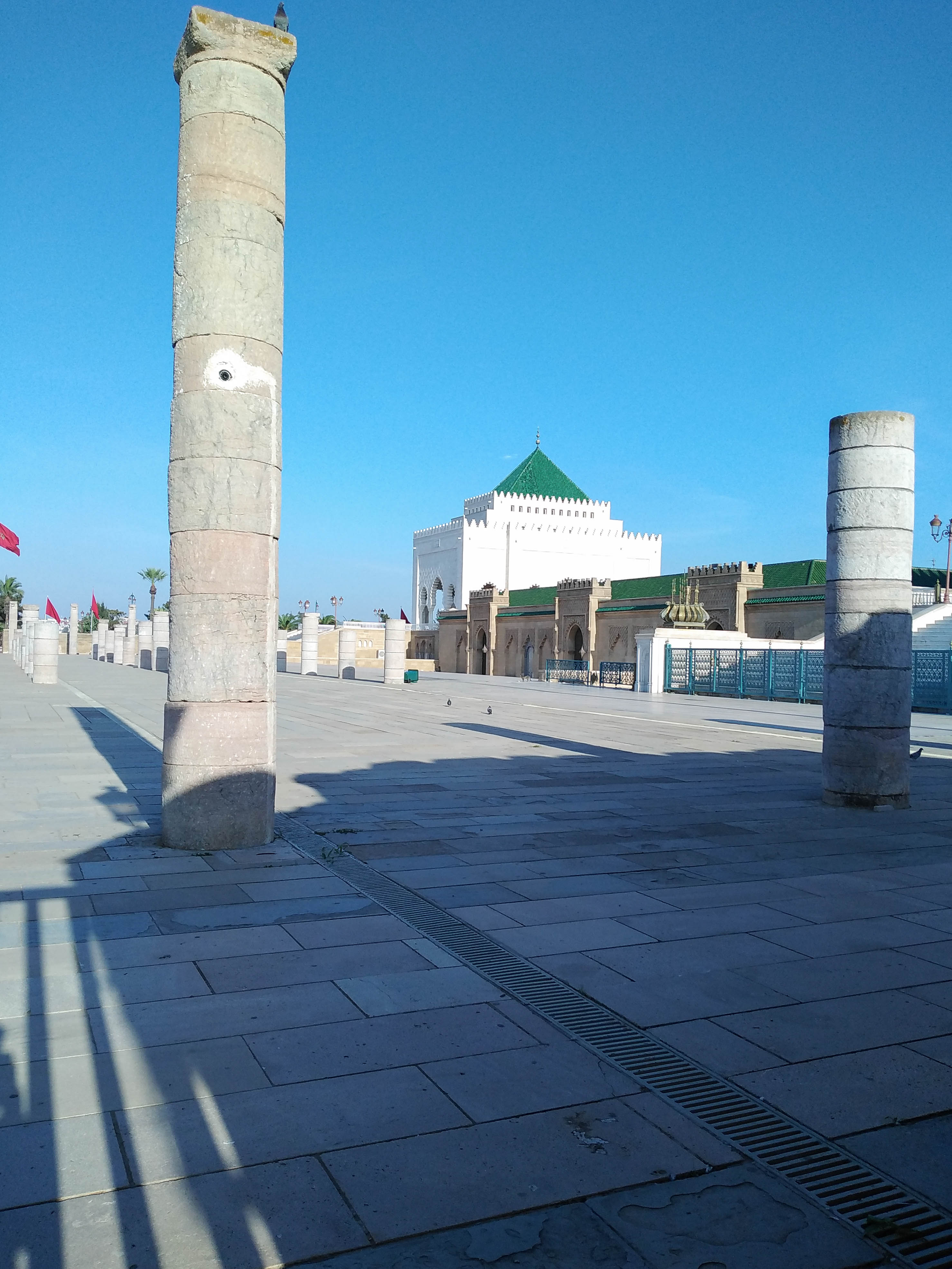
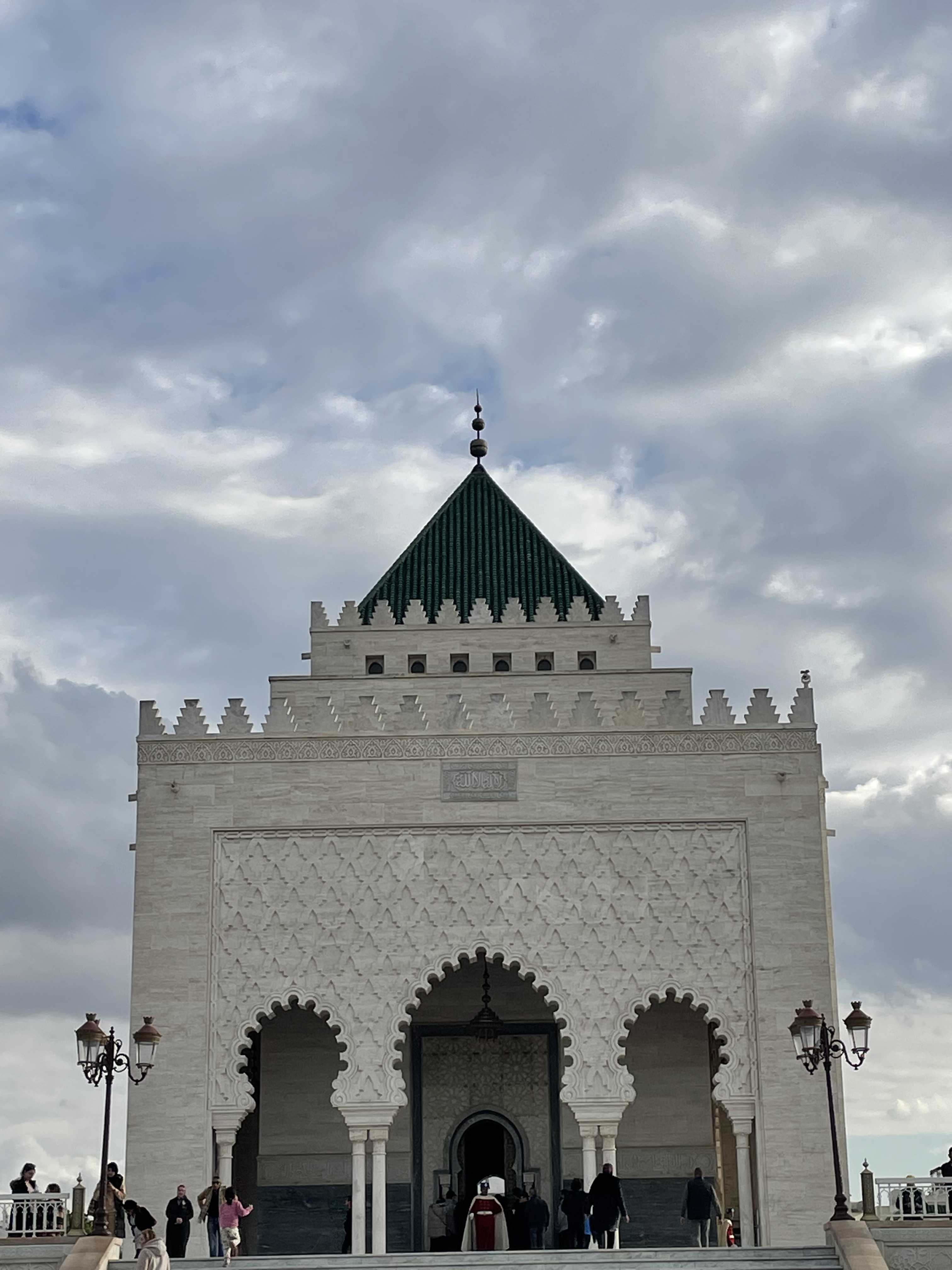
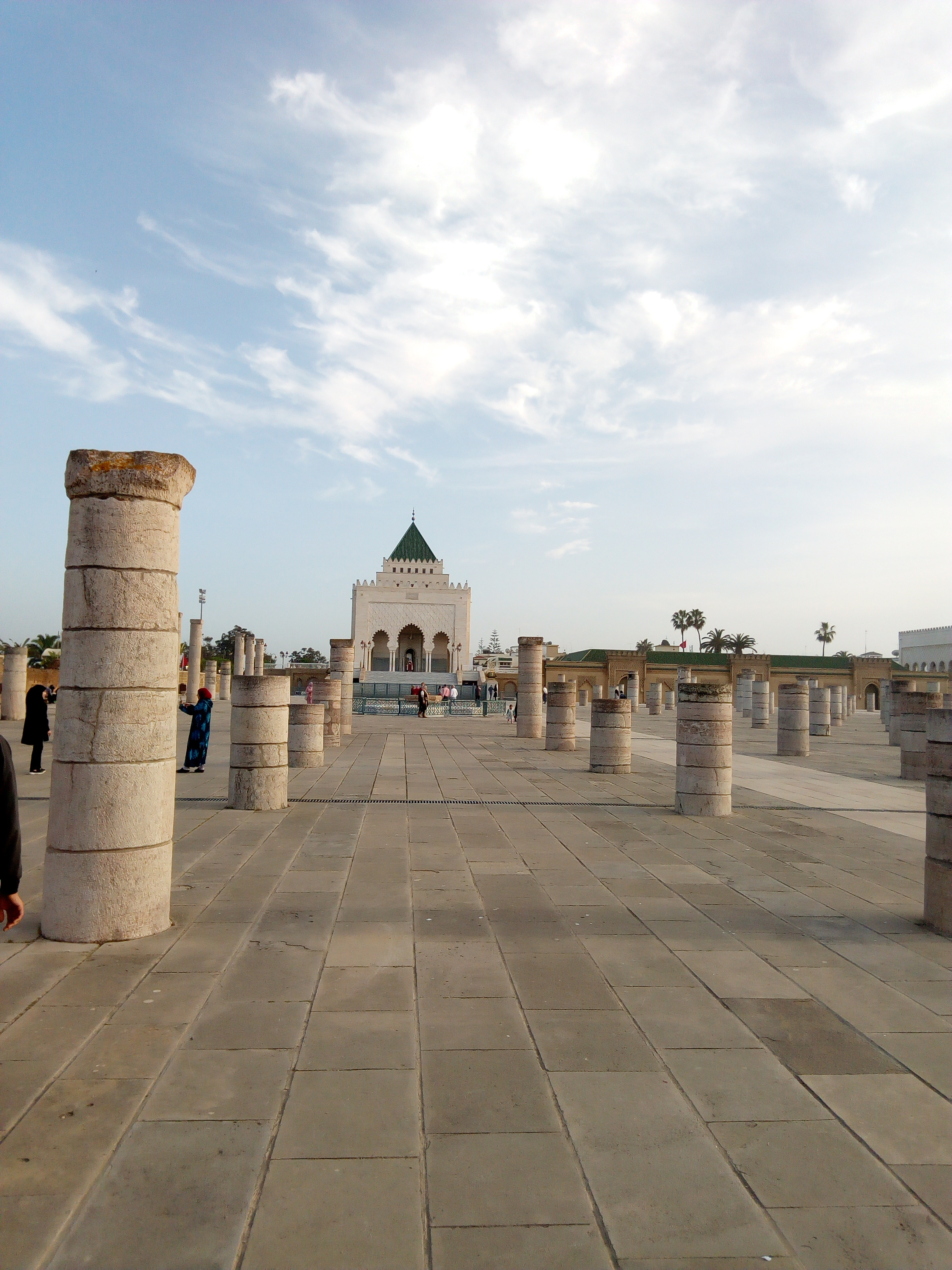
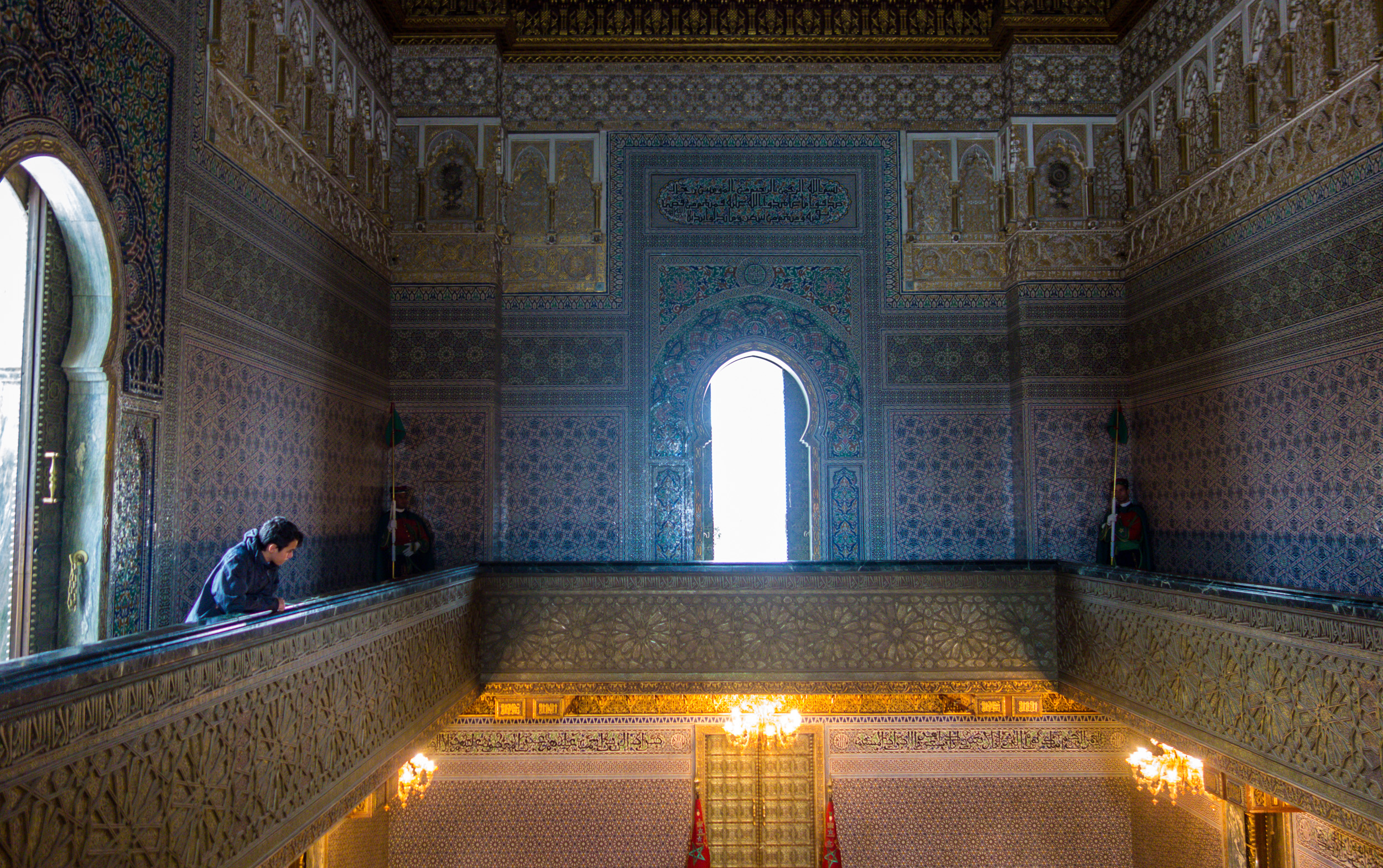
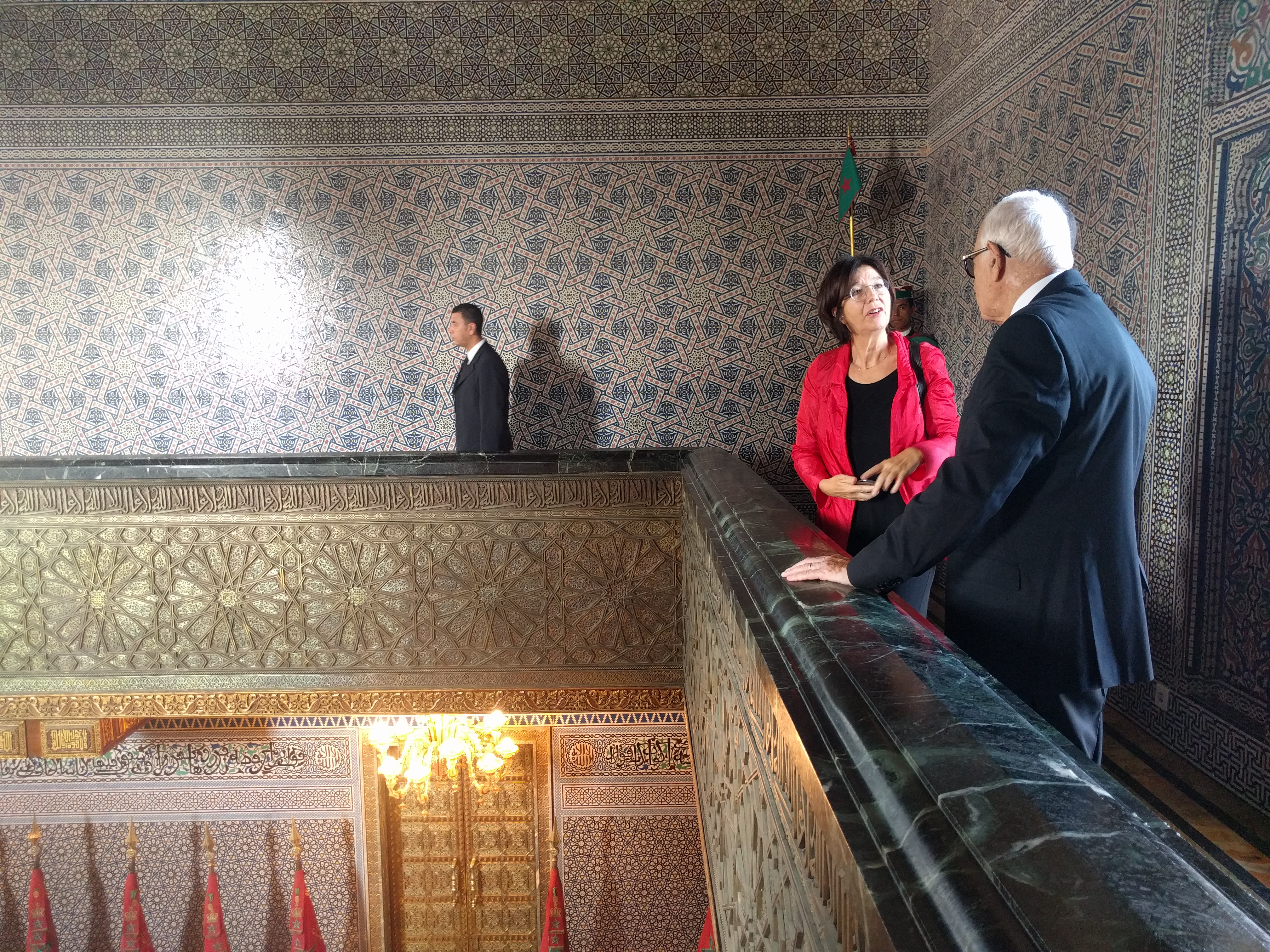
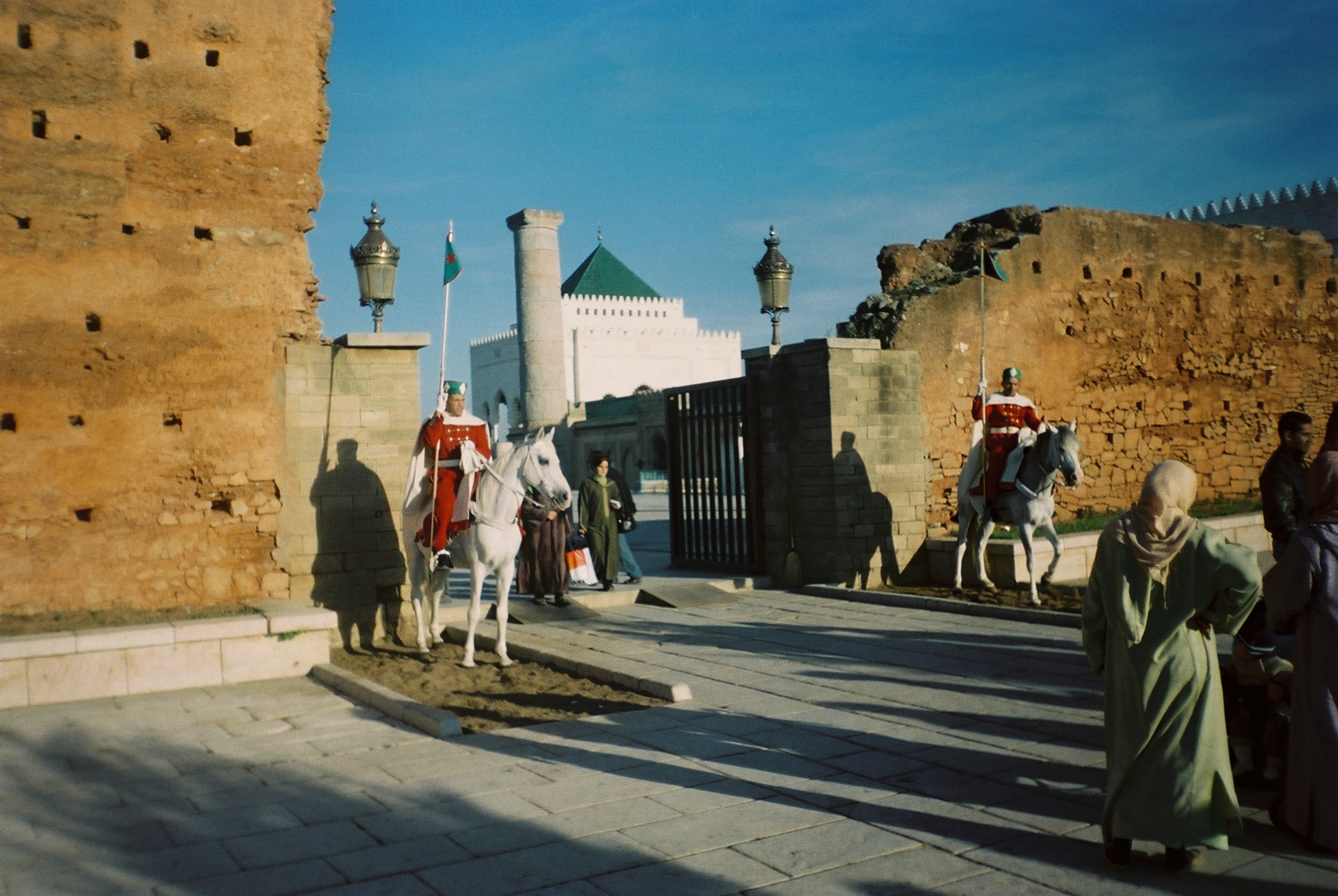